# Sobiesław I.
Sobiesław I. (auch Subisław, polnisch Sobiesław I Gdański, lateinisch Sobieslaus; * um 1130; † 23. Januar 1187) war ab etwa 1155 der erste historisch fassbare Herrscher Pommerellens in seiner Funktion als polnischer Statthalter unter dem Supremat des Seniorherzogs zu Krakau. Er war der Begründer der pommerellischen Dynastie der Sobiesławiden.

## Leben und politischer Werdegang

Darstellung Sobiesławs I. (kniend) auf einem Kupferstich (1749), der nach einem im Kloster Oliva vorhandenen Begräbnis-Denkmal Sobiesławs angefertigt wurde.

Der erste namentlich bekannte Herzog ist als erster in einer Reihe pommerellischer Fürsten in der Klosterkirche von Oliva abgebildet. Diese Bilder stammen aus späterer Zeit. Unter sein Bild ist die Jahreszahl 1180 eingefügt worden. Sobiesław vermählte sich um 1150 mit einer namentlich nicht bekannten Schwester des kujawischen Wojewoden Żyrosław aus dem Geschlecht Pował. Aus den Urkunden seiner Nachfolger ergibt sich, dass er um 1185 das Zisterzienserkloster Oliva gestiftet hat. Dem Einzug der Mönche am 2. Juli 1186 waren eingehende Verhandlungen mit dem Landesherrn vorausgegangen, um das künftige Gedeihen des Klosters sicherzustellen. Außer dem Ort Oliva erhielten die Mönche sechs weitere Dörfer in der Nachbarschaft, Fischereirechte bei Putzig und im Weichseldelta, im Frischen Haff und auf der See. Den Mönchen wurden eigene Handelsschiffe zugestanden und sie sollten mehrere Mühlen am Strießbach bei Langfuhr bauen und betreiben. Die ersten Mönche  in Oliva kamen aus dem Kloster Kolbatz bei Stettin, mit ihnen kamen auch deutsche Siedler ins Land. Sobiesław stiftete um die gleiche Zeit auch die Katharinenkirche in Danzig und starb, so lautet ein sehr viel späterer Eintrag in den Nekrologen von Oliva, am 23. Januar 1187. Seine geschichtliche Existenz war früher von der Forschung wegen der unsicheren Quellenlage in Zweifel gezogen worden. Deshalb hat es sich in der deutschen Historiographie eingebürgert, seinen Sohn Sambor als Stammvater dieses Geschlechts anzusehen. So wird dieses Geschlecht in der polnischen Geschichtsschreibung als „Dynastia Sobiesławiców“ (Dynastie der Sobiesławiden) bezeichnet.
Nach Goldbeck gründete Sobiesław im Jahr 1185 die Stadt Nowe (Neuenburg i. Westpr.).
Sobiesław verstarb 1187. In der Statthalterschaft folgte ihm sein ältester Sohn Sambor I. nach.

## Ehe und Nachkommen
Aus der Ehe mit einer namentlich nicht bekannten Polin gingen zwei namentlich bekannte Söhne hervor:
- Sambor I. (ca. 1150 – ca. 1207), Herzog von Pommerellen
- Mestwin I. (ca. 1160 – ca. 1219), Herzog von Pommerellen